# Cryphia pseudalgae
Cryphia pseudalgae är en fjärilsart som beskrevs av Charles Boursin 1952. Cryphia pseudalgae ingår i släktet Cryphia och familjen nattflyn. Inga underarter finns listade i Catalogue of Life.